# Терезин
Терезин (на чешки: Terezín; на немски: Theresienstadt) е град в северозападна Чехия, Устецки край. Градът е разположен от двете страни на река Охрже, непосредствено преди вливането ѝ в Елба. Възниква като крепост с военен гарнизон през 18 век. Днес градът има 3058 жители.

## История
Крепостта е построена в периода 1780 – 1790 г. по нареждане на ерцхерцога на Австрия Йозеф II, който до 1806 г. е и император на Свещената Римска империя. Изградена е едновременно с другата крепост-близнак Йозефов (в североизточна Чехия) за защита предимно от Прусия, вследствие породилите се напрежения след войните за австрийското наследство. Крепостта Терезин е именувана в чест императрица Мария Тереза, майка на Йозеф II, а крепостта-близнак Йозефов – на самия император. С императорски указ от 1782 г. Терезин получава статута на „свободен град“.

## Крепостта
От гледна точка на строителството и отбранителната тактика бастионът представлява връх на фортификационното изкуство от края на 18 век. Застроената укрепена площ е около 400 ха, дължината на крепостните валове е 3770 m, ширината им е до 30 m, а височината от околокрепостния ров – до 12 m. Прокопани са подземни тайни тунели с дължина 29 km.
Река Охрже е отклонена от първоначалното си русло така, че единият ръкав е изправен и протича между Голямата и Малката крепост, а другият – опасва Малката крепост от външната ѝ страна.
Бастионът се състои от три основни части: Голямата крепост (Hlavní pevnost), в която е разположен старият град, Малката крепост (Malá pevnost), служеща като затвор и барутен погреб, и междинно укрепено пространство (retranchement) – вдлъбнат изкоп, който в случай на проникване на вражески войски може да се наводни от реката. Около цялата крепост съществува крепостен ров, който може частично или изцяло да се запълва с вода.
Усилената строителна дейност продължава около 10 години, на моменти са работили до 15 000 работници, изразходвани са 20 милиона тухли годишно, а разходите се оценяват на 11 – 12 милиона жълтици, което е огромна за времето си сума. Укрепеният център Терезин е бил разчетен да побира войска от 5500 войника в мирно време и до 11 000 войника в случай на война. На територията са се намирали 153 склада за барут, а също и складове с хранителни запаси, конюшни за 6500 коня.

## Голямата крепост
Зад стените ѝ се разполага самият град, населен предимно с офицери, цивилни занаятчии, строители и други лица, обслужващи гарнизона. Състои се от централен площад, от който излизат улици под прав ъгъл. Сградите са едно-двуетажни с много дебели стени и също приличат на малки крепости. В центъра е разположена гарнизонната катедрала „Възкресение Господне“ (Vzkříšení Páně), която е и най-високата постройка в града. Тук са и сградите на казармите.
По време на Втората световна война, когато Чехия е германски протекторат, по заповед на райхспротектора Райнхард Хайдрих чешкото население на града принудително е изселено и целият град е превърнат в еврейско гето, откъдето директно заминават ешелони за лагерите на смъртта. През гетото са преминали 160 000 души.
През нощта на 8/9 май 1945 г. градът е освободен от Трета гвардейска танкова армия на ген. Павел Рибалко.

## Малката крепост
Освен като отбранително съоръжение, още от времето на Австро-Унгария Малката крепост е действала като строг тъмничен затвор предимно за политически затворници и военнопленници. Най-известният затворник е атентаторът от Сараево Гаврило Принцип, убил австрийския престолонаследник Франц Фердинанд и неговата съпруга София Хотек, станало повод за избухване на Първата световна война. Тук са затворени и част от участниците в Румбуркския бунт срещу Австро-Унгария.
През 1941 – 1945, отново по заповед на Хайдрих, става затвор на Гестапо, през който преминават 33 000 души. Поради изключително лошите хигиенни условия избухва епидемия от коремен тиф.

## Концлагер Терезин
Под това име се разбира цялостният комплекс репресивни и затворнически съоръжения в гетото и в Малката крепост през Втората световна война.

## Съвремие
До 1996 г. в града е разположен военен гарнизон. Премахването му оказва негативно влияние върху местната икономика. Закрити са и някои предприятия, като консервният комбинат, Държавният ветеринарен институт и др. В града се намират два музея на Холокоста: Мемориал на Холокоста в Чехия и Мемориал на жертвите от Терезин.